# Opel Insignia B
| Sterne im Euro-NCAP-Crashtest (2017) | 5 Sterne im Euro-NCAP-Crashtest |

Der Opel Insignia B ist ein Pkw-Modell der Opel Automobile GmbH aus Rüsselsheim. Er wird der Mittelklasse zugerechnet und wurde beim Marktstart am 20. Februar 2017 zu Preisen ab 25.590 € verkauft, der Sports Tourer kostete in der Basisausstattung Business Edition 1.100 € Aufpreis. Der Insignia B ist das letzte Modell, das Opel als Teil des GM-Konzerns entwickelte und das über diesen weltweit angeboten wurde. Im Juli 2022 wurde bekannt gegeben, dass Opel die Produktion des Insignia zum Ende des Jahres einstellt. Ein elektrifiziertes Nachfolgemodell wurde damals ab 2024 erwartet.

## Modellgeschichte

### Allgemeines
Premiere hatte das Fahrzeug als Coupélimousine Grand Sport und Kombi Sports Tourer auf dem Genfer Auto-Salon im März 2017, zu den Händlern kam es am 26. Juni 2017. Das Modell ist der Nachfolger des Insignia A und wurde nicht mehr als Stufenheck-Limousine verkauft.

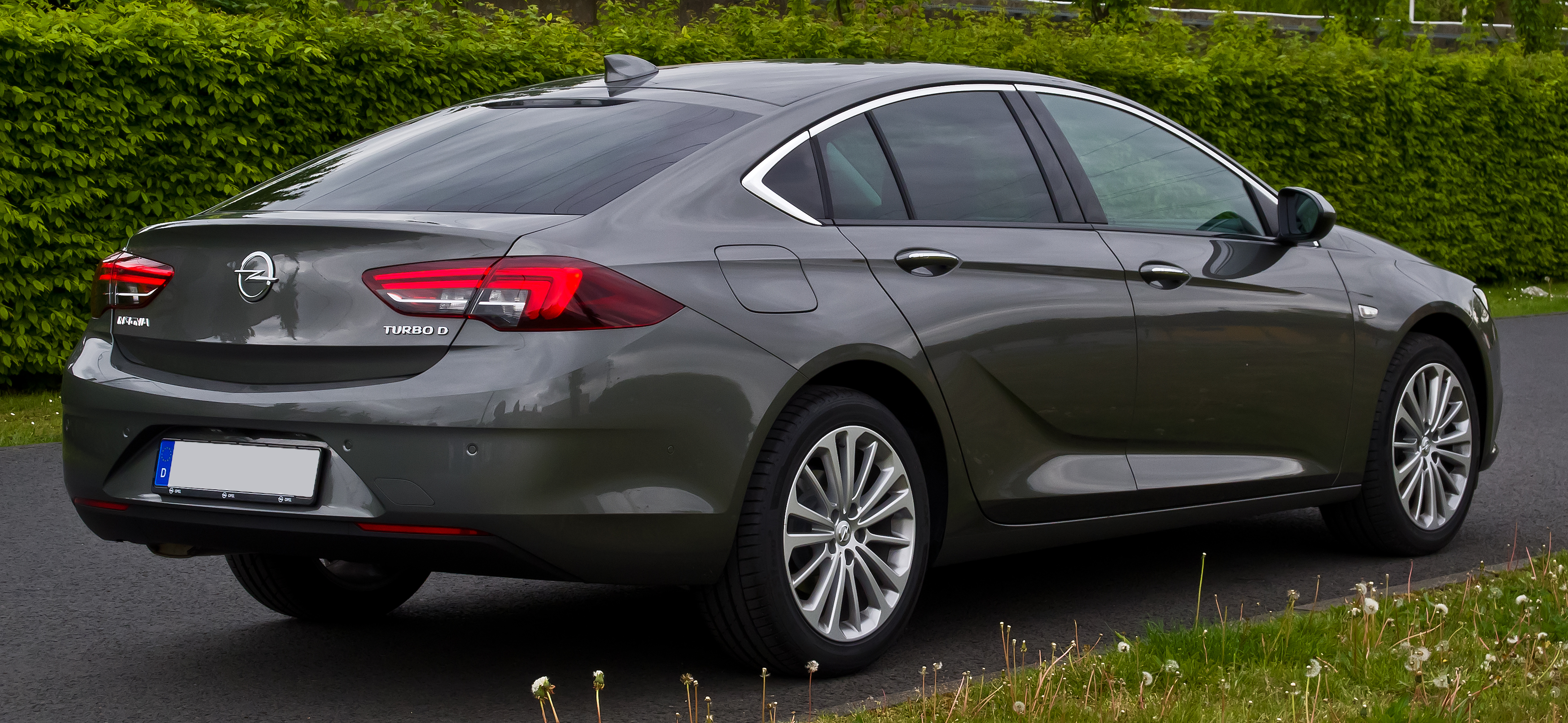
Heckansicht
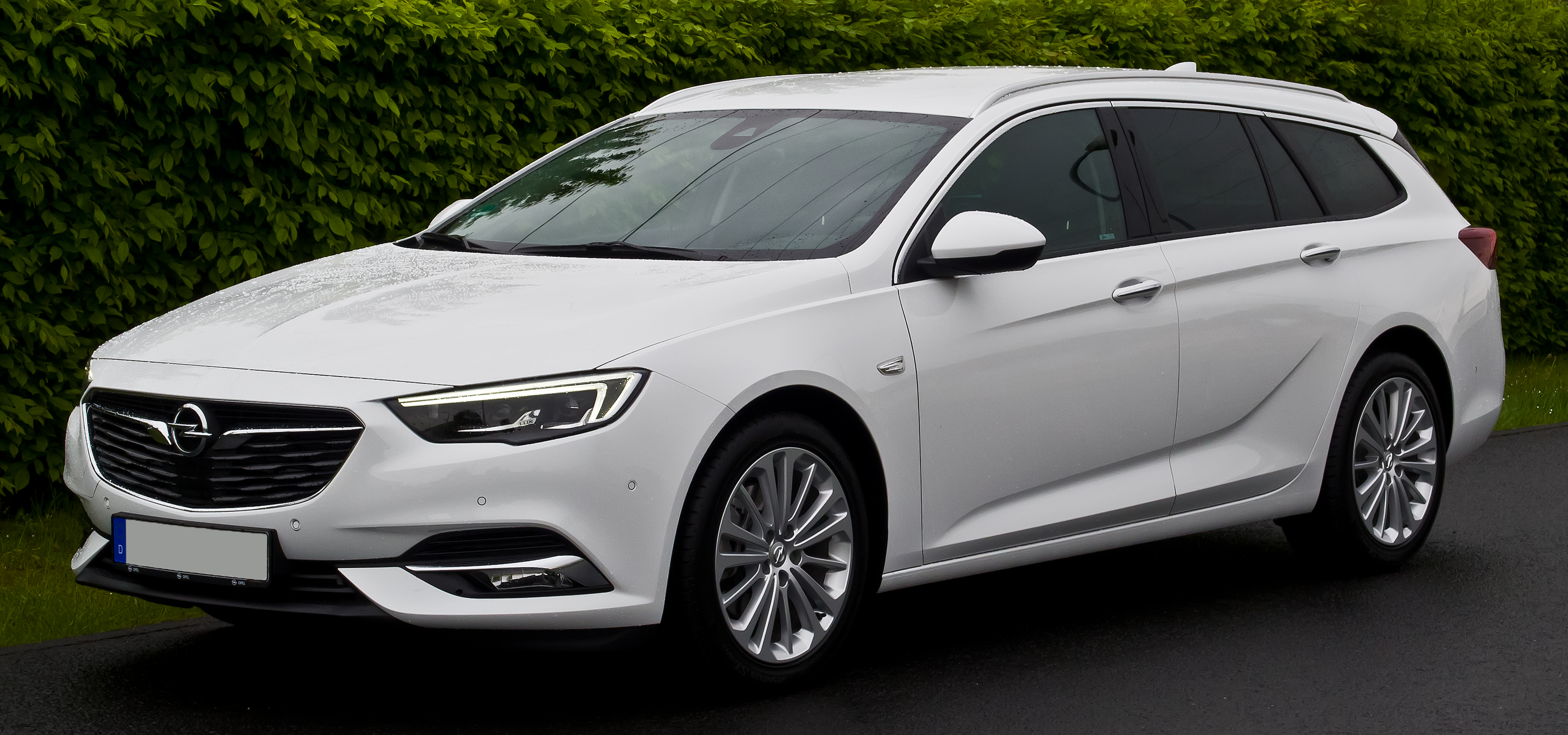
Opel Insignia Sports Tourer (2017–2020)
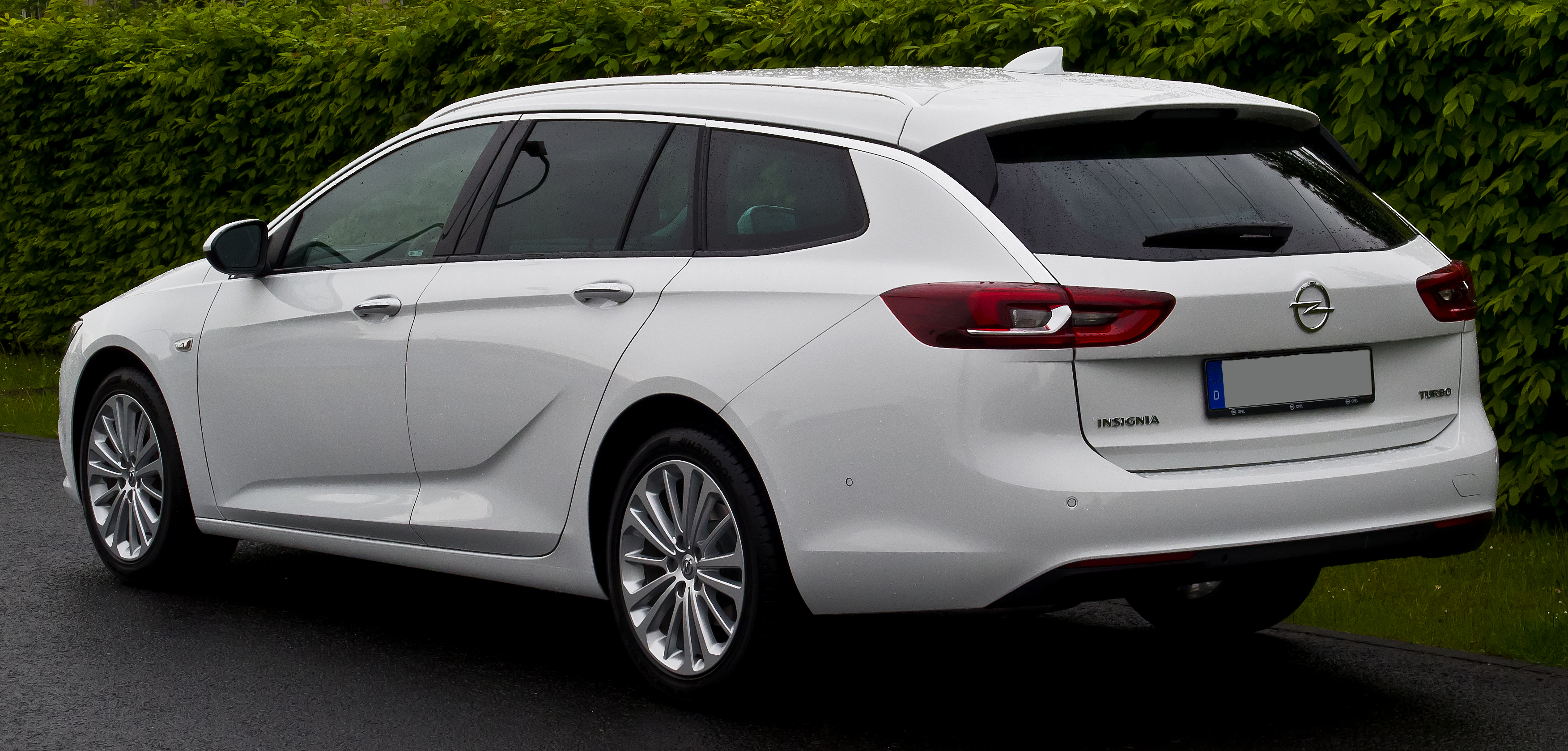
Sports Tourer, Heckansicht

### Modelle von September 2017 bis Januar 2020
Wie schon vom Vorgängermodell gab es vom Kombi eine Variante mit Unterfahrschutz, die um 25 mm höhergelegt ist und als Country Tourer vermarktet wurde. Sie debütierte im September 2017 auf der IAA in Frankfurt am Main. Ebenfalls auf der IAA debütierte mit dem Insignia GSi eine Sportversion des Fahrzeugs, die ab Dezember 2017 für die beiden stärksten Motorvarianten angeboten wurde. Ein V6-Motor wie beim Vorgänger war nicht mehr erhältlich. Der GSi hat spezielle Schürzen und ist um 10 mm tiefergelegt. Da der GSi 160 kg leichter wurde als der Insignia A OPC, wurden auf dem Nürburgring trotz geringerer Motorleistung bessere Zeiten als beim OPC gemessen.

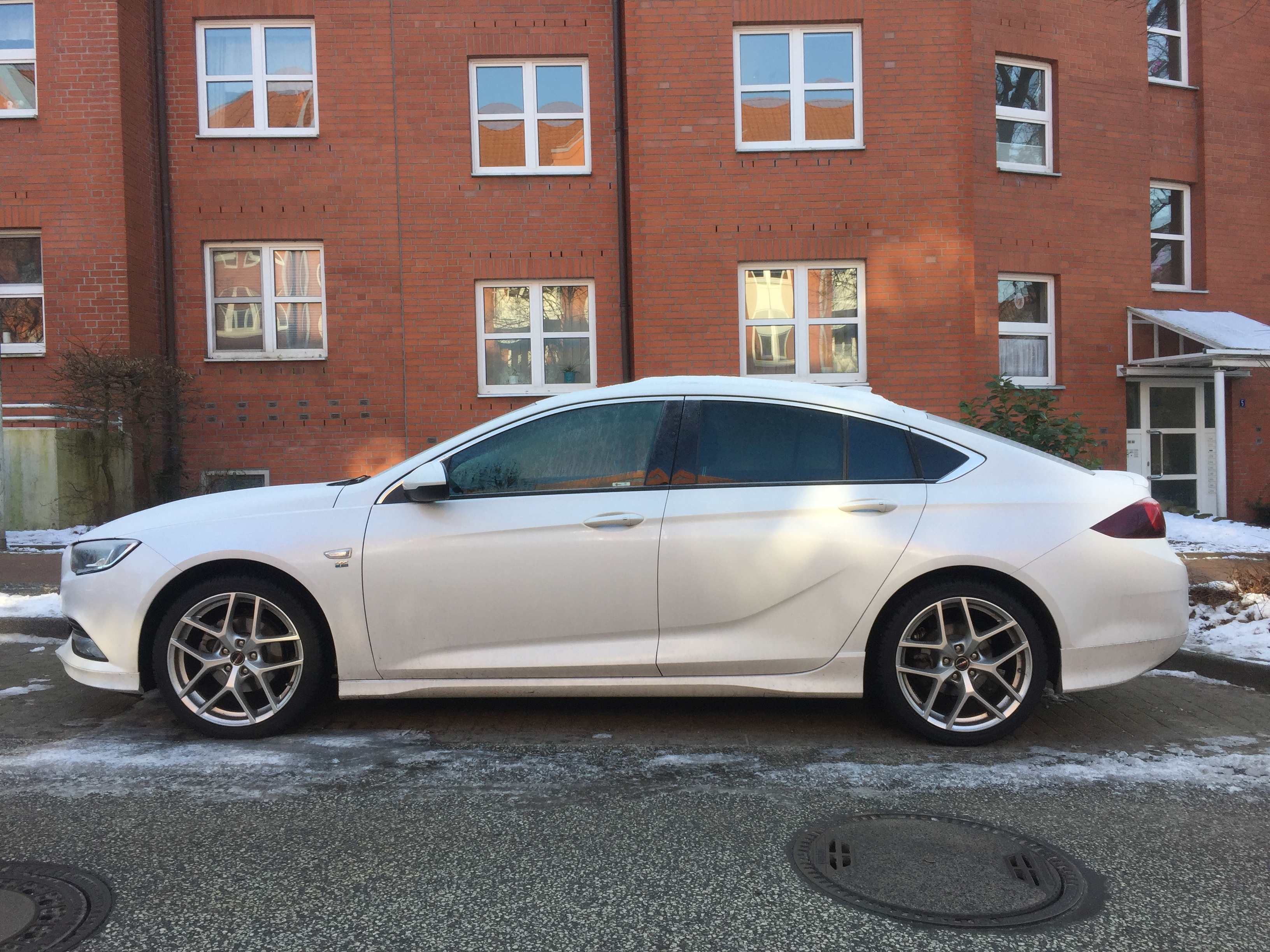
Insignia Turbo OPC Line
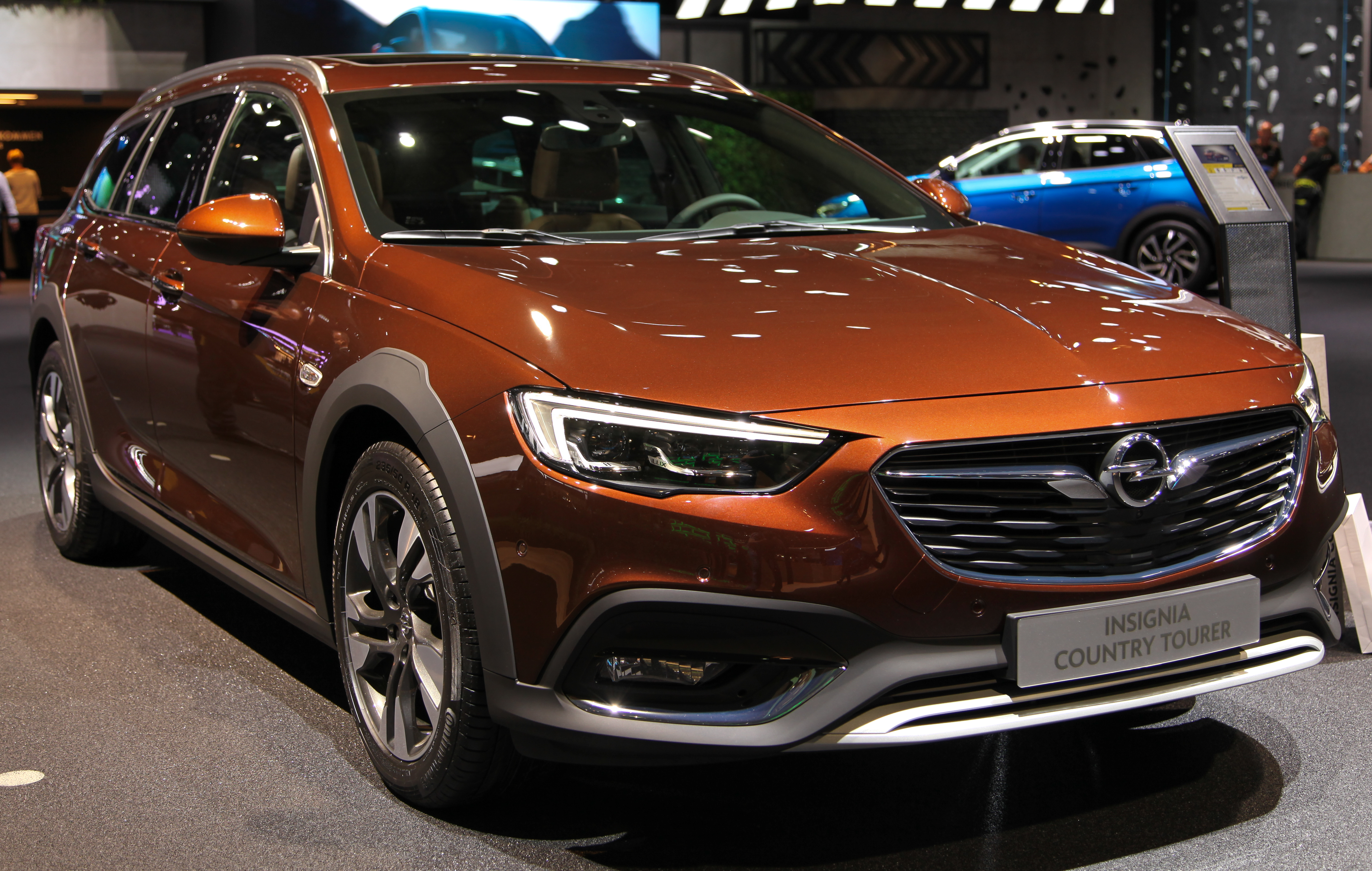
Insignia Country Tourer (2017–2020)
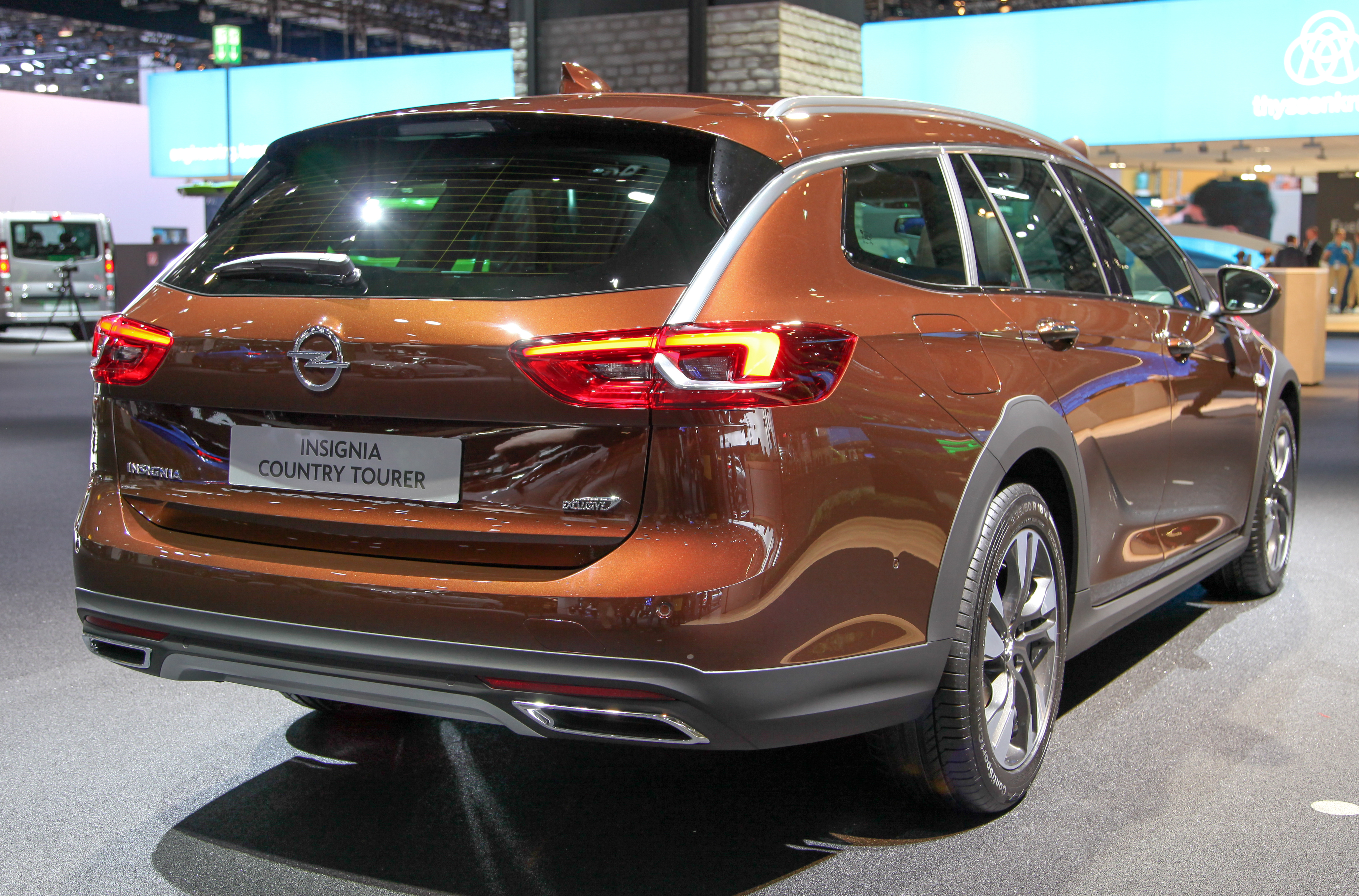
Country Tourer, Heckansicht
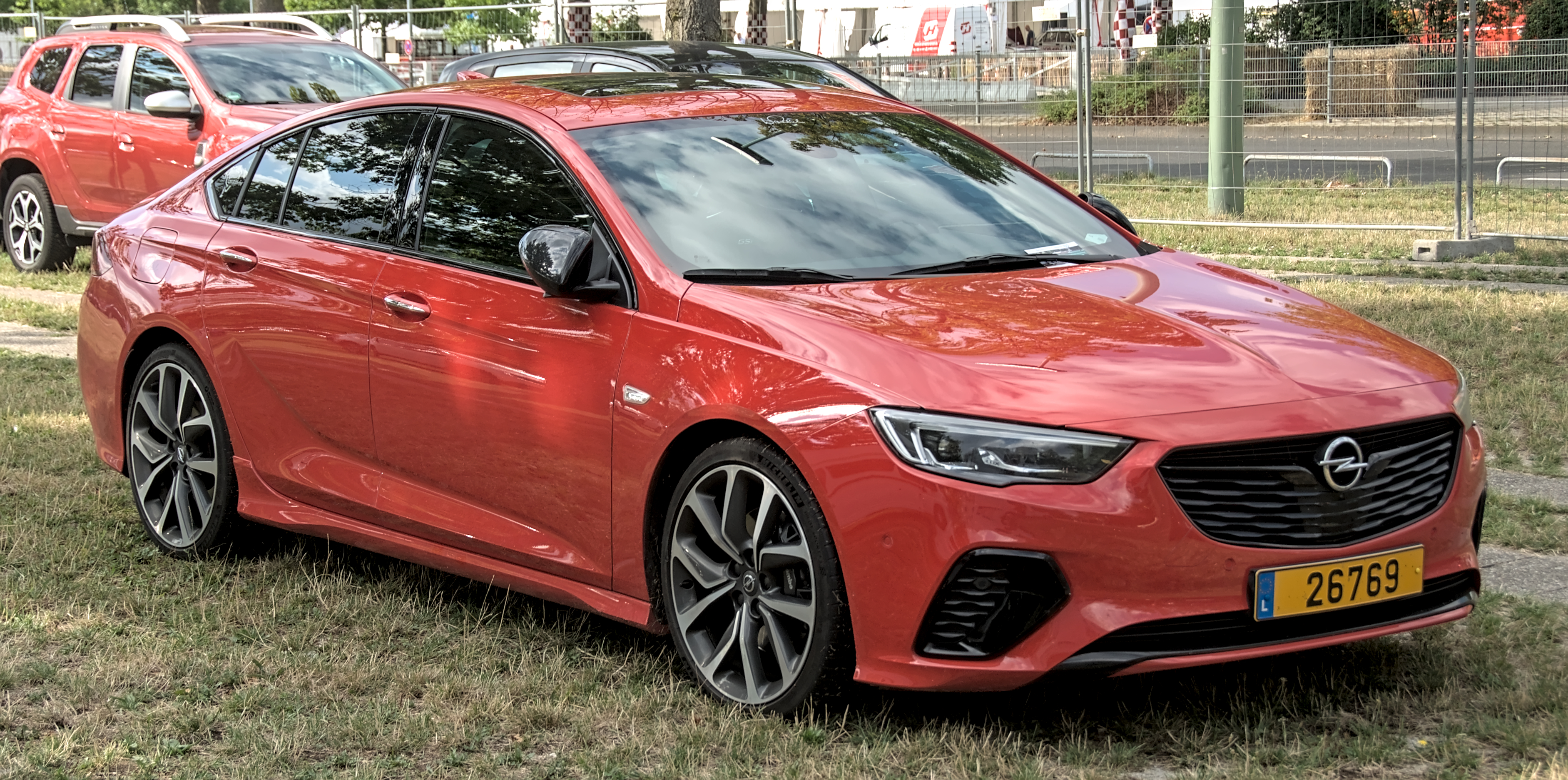
Insignia GSi
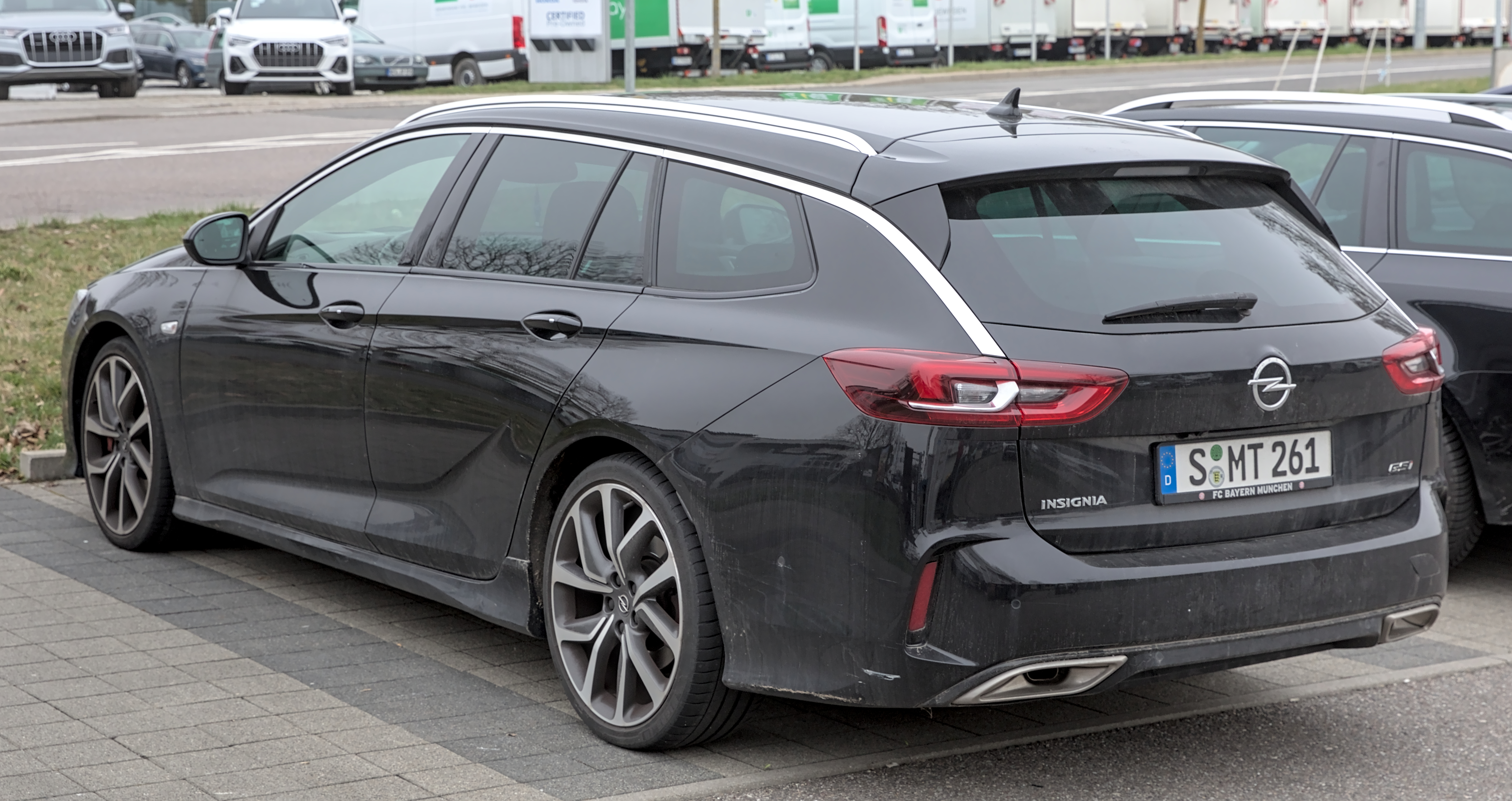
Insignia Sports Tourer GSi

### Modellpflege 2020
Am 4. Dezember 2019 hat Opel eine überarbeitete Version für den Insignia B vorgestellt. Das Modell hat damit eine neue Front und neue Scheinwerfer erhalten, und der Insignia wurde so äußerlich an den Corsa F angepasst. Durch eine Unterbodenverkleidung und eine geänderte Kühlerjalousie konnte der Luftwiderstandsbeiwert (cw) auf 0,25 verbessert werden. Im Interieur wurde nichts verändert. Bestellbar war das Facelift ab Februar 2020. Das auf Wunsch lieferbare Pixel-LED-Licht hat zur präziseren Lichtsteuerung 84 LEDs.
Mit dem Facelift wurde auch bekannt, dass die Variante Country Tourer eingestellt wird.

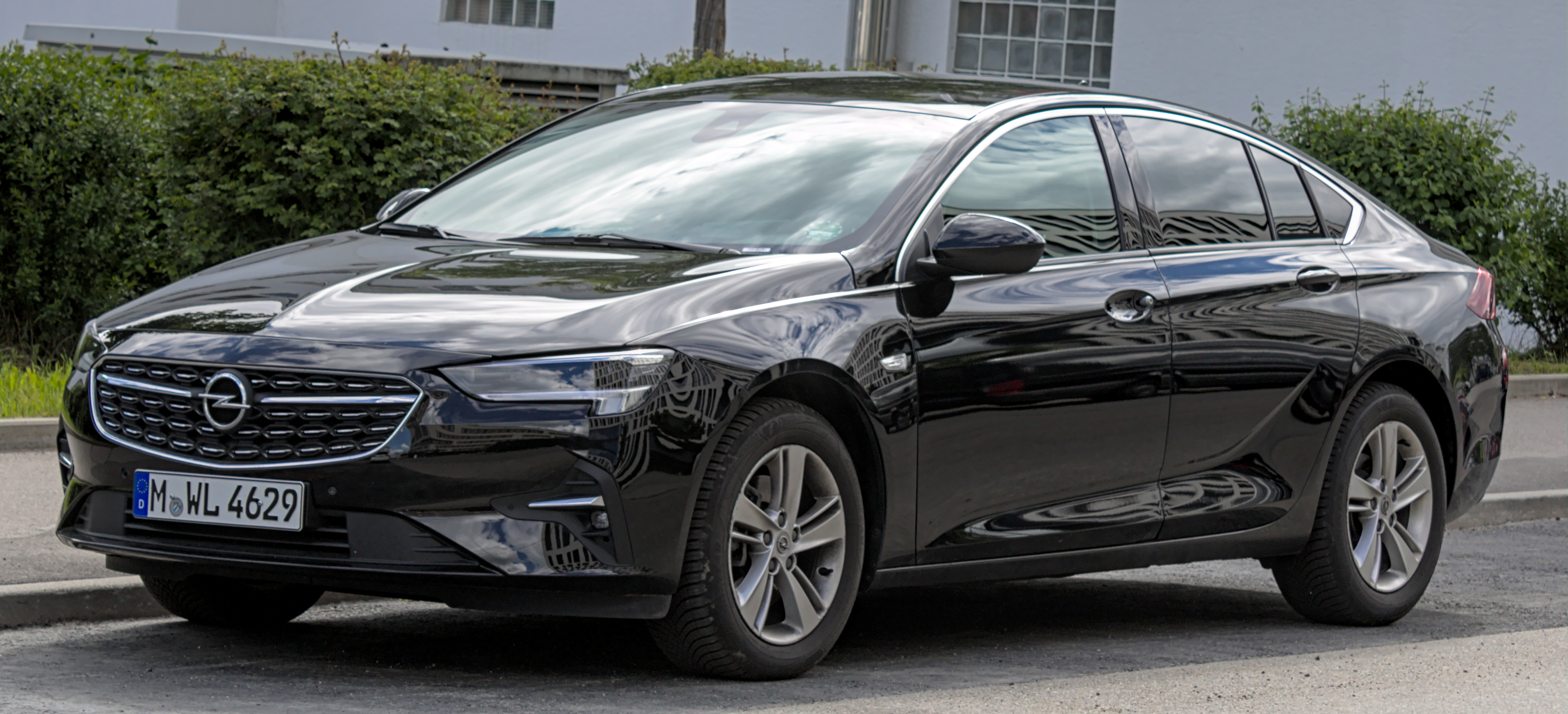
Opel Insignia Grand Sport (2020–2022)
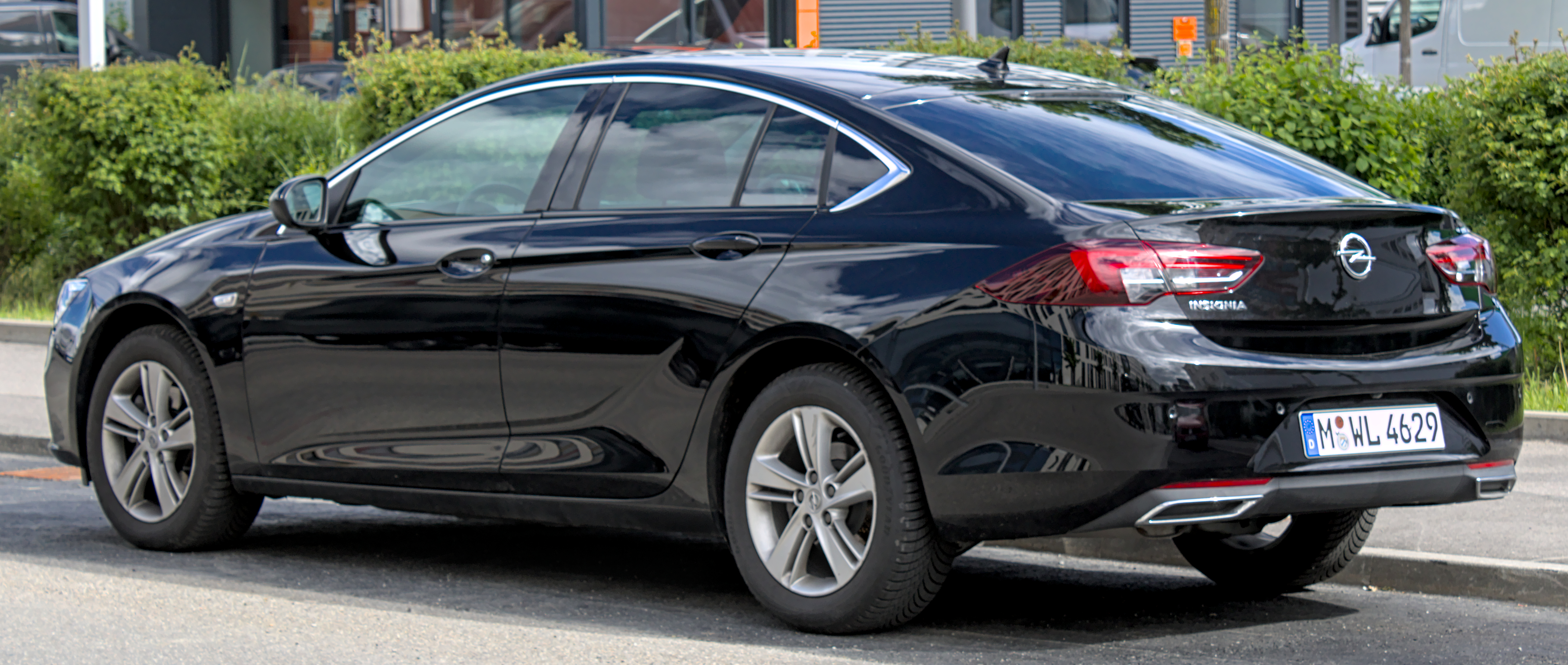
Grand Tourer, Heckansicht
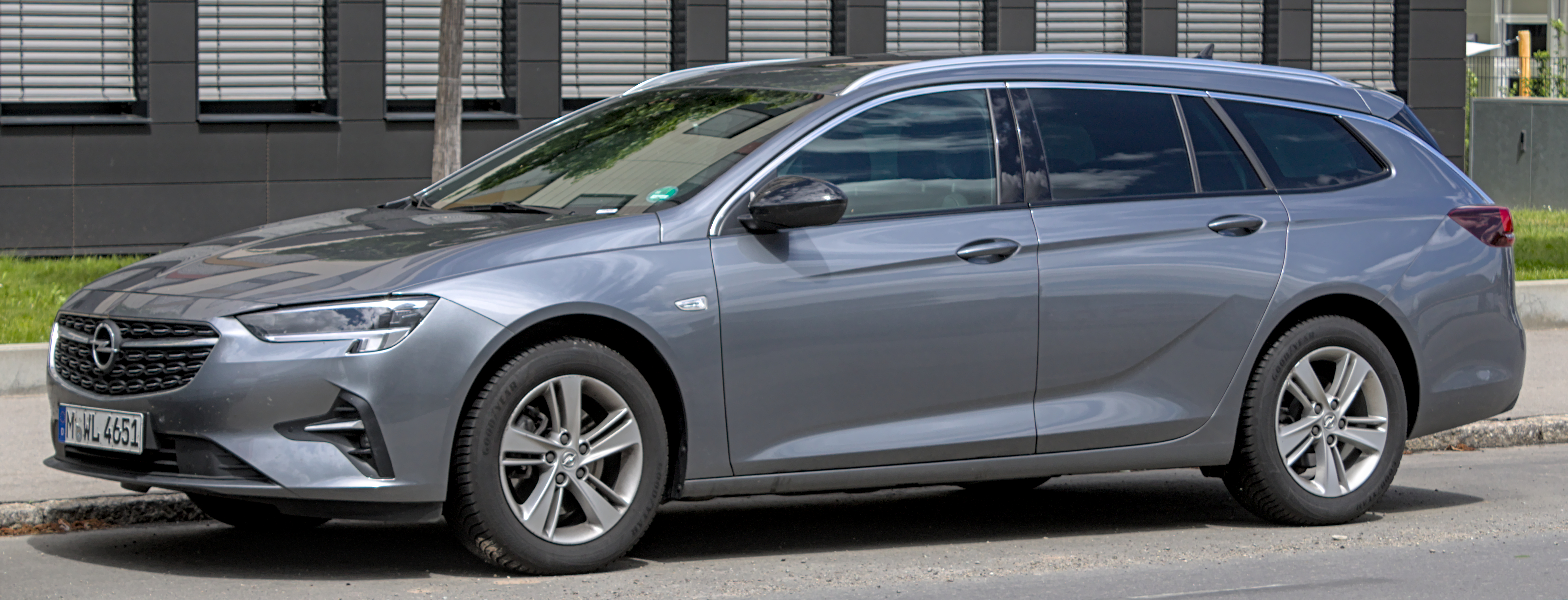
Opel Insignia Sports Tourer (2020–2022)
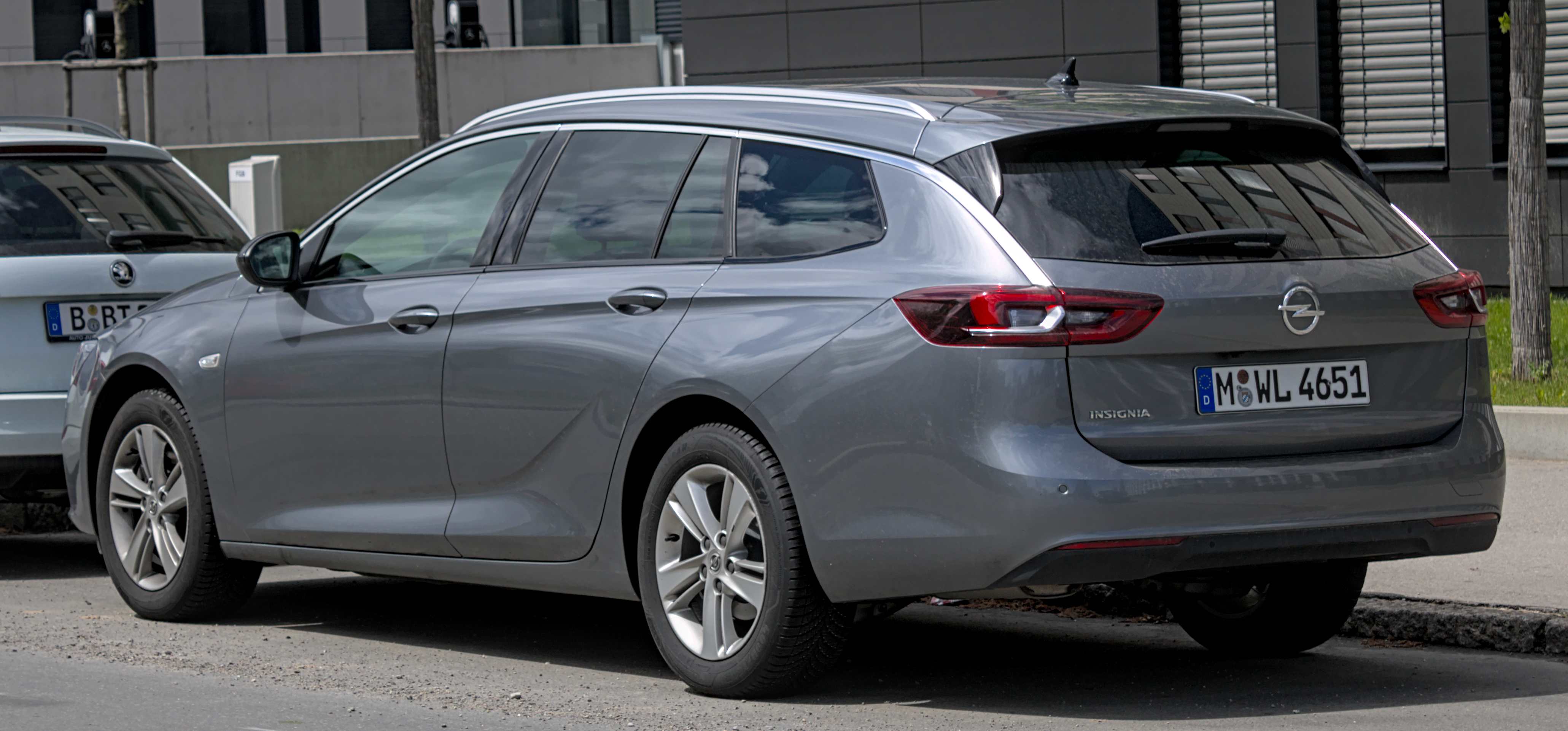
Sports Tourer, Heckansicht

## Technik
Der Insignia B ist auf der Plattform E2 von GM aufgebaut und bis zu 200 kg leichter als sein Vorgänger. Teile der Karosserie bestehen aus hochfestem Stahl und die Motorhaube aus Aluminium. Sie ist „aktiv“, das heißt bei einem Aufprall stellt sie sich etwas hoch, was zum Fußgängerschutz beiträgt. Der Strömungswiderstandskoeffizient (cw) der Limousine beträgt 0,26.

### Fahrwerk
Das Fahrzeug hat hinten eine Mehrlenkerachse, innenbelüftete Scheibenbremsen rundum und eine elektrisch unterstützte Zahnstangenlenkung.

### Motoren und Antrieb
Als Antrieb standen zum Verkaufsstart zwei Ottomotoren in drei Leistungsstufen und zwei Dieselmotoren in drei Leistungsstufen zur Auswahl. Im September 2017 folgte ein 154 kW (210 PS) starker Dieselmotor mit Biturbo-Aufladung.
Beim Allradantrieb wird an der Hinterachse statt eines konventionellen Hinterachsdifferenzials, das das Drehmoment zu gleichen Teilen an die Räder überträgt, eine Variante mit zwei elektrisch gesteuerten Lamellenkupplungen eingesetzt, um für jedes Rad abhängig vom jeweiligen Untergrund die Kraftübertragung zu ermöglichen.
Mit dem Facelift im Jahr 2020 kam ein 3-Zylinder-Diesel dazu. Dieser wurde bereits ab 2019 im Facelift des Astra K eingesetzt. Seit dem Facelift wurde als GSi ein 4-Zylinder-Benziner mit 169 kW (230 PS) mit Allradantrieb angeboten. Die Zweiliter-Benzinmotoren mit 125 und 147 kW (170 und 200 PS) haben Zylinderabschaltung, die unter geringer Last zwei Zylinder stilllegt. Mitte 2022 wurde die Motorenpalette eingeschränkt. Es entfielen die Benziner und die Allradversion des 128-kW- (174-PS)-Diesel.

#### Ottomotoren
|                                                             | 1.5 Turbo                                          | 1.5 Turbo EcoTEC                                   | 1.5 Turbo                                          | 1.5 Turbo EcoTEC                                   | 1.6 Turbo                                          | 2.0 Turbo                                          | 2.0 Turbo                                          | 2.0 Turbo 4x4 GSi                                  | 2.0 Turbo 4×4                                      |
| ----------------------------------------------------------- | -------------------------------------------------- | -------------------------------------------------- | -------------------------------------------------- | -------------------------------------------------- | -------------------------------------------------- | -------------------------------------------------- | -------------------------------------------------- | -------------------------------------------------- | -------------------------------------------------- |
| Bauzeitraum                                                 | 06/2017–02/2020                                    | 06/2017–06/2018                                    | 06/2017–02/2020                                    | 06/2017–06/2018                                    | 06/2018–09/2019                                    | 09/2020–05/2022                                    | 03/2020–05/2022                                    | 03/2020–05/2022                                    | 06/2017–06/2018                                    |
| Motorbauart und Zylinderanzahl                              | R4-Ottomotor mit Turbolader und Direkteinspritzung | R4-Ottomotor mit Turbolader und Direkteinspritzung | R4-Ottomotor mit Turbolader und Direkteinspritzung | R4-Ottomotor mit Turbolader und Direkteinspritzung | R4-Ottomotor mit Turbolader und Direkteinspritzung | R4-Ottomotor mit Turbolader und Direkteinspritzung | R4-Ottomotor mit Turbolader und Direkteinspritzung | R4-Ottomotor mit Turbolader und Direkteinspritzung | R4-Ottomotor mit Turbolader und Direkteinspritzung |
| Motorkennzeichnung                                          | B15XFL (LFV)                                       | B15XFL (LFV)                                       | B15XFT (LFV)                                       | B15XFT (LFV)                                       | D16SHT (LWC)                                       | F20SHT (LSY)                                       | F20SHT (LSY)                                       | F20SHT (LSY)                                       | B20NFT (LTG)                                       |
| Hubraum                                                     | 1490 cm³                                           | 1490 cm³                                           | 1490 cm³                                           | 1490 cm³                                           | 1598 cm³                                           | 1998 cm³                                           | 1998 cm³                                           | 1998 cm³                                           | 1998 cm³                                           |
| Verdichtungsverhältnis                                      | 10,1:1                                             | 10,1:1                                             | 10,1:1                                             | 10,1:1                                             | 9,5:1                                              |                                                    | 10:1                                               | 10:1                                               | 9,5:1                                              |
| max. Leistung bei 1/min                                     | 103 kW (140 PS)/ 5600                              | 103 kW (140 PS)/ 5600                              | 121 kW (165 PS)/ 5600                              | 121 kW (165 PS)/ 5600                              | 147 kW (200 PS)/ 5500                              | 125 kW (170 PS)/ 4250–6000                         | 147 kW (200 PS)/ 4250–6000                         | 169 kW (230 PS)/ 5000                              | 191 kW (260 PS)/ 5300                              |
| max. Drehmoment bei 1/min                                   | 250 Nm/ 2000–4500                                  | 250 Nm/ 2000–4500                                  | 250 Nm/ 2000–4500                                  | 250 Nm/ 2000–4500                                  | 280 Nm/ 1650–4500                                  | 350 Nm/ 1500–4000                                  | 350 Nm/ 1500–4000                                  | 350 Nm/ 1500–4000                                  | 400 Nm/ 2500–4000                                  |
| Getriebe, serienmäßig                                       | 6-Gang-Schaltgetriebe                              | 6-Gang-Schaltgetriebe                              | 6-Gang-Schaltgetriebe                              | 6-Gang-Schaltgetriebe                              | 6-Gang-Schaltgetriebe                              | 9-Stufen-Automatikgetriebe                         | 9-Stufen-Automatikgetriebe                         | 9-Stufen-Automatikgetriebe                         | 8-Stufen-Automatikgetriebe                         |
| Getriebe, optional                                          | –                                                  | –                                                  | [6-Stufen-Automatikgetriebe]                       | –                                                  | [6-Stufen-Automatikgetriebe]                       | –                                                  | –                                                  | –                                                  | –                                                  |
| Antriebsart                                                 | Vorderradantrieb                                   | Vorderradantrieb                                   | Vorderradantrieb                                   | Vorderradantrieb                                   | Vorderradantrieb                                   | Vorderradantrieb                                   | Vorderradantrieb                                   | Allradantrieb                                      | Allradantrieb                                      |
| Höchstgeschwindigkeit, Grand Sport                          | 210 km/h                                           | 213 km/h                                           | 222 km/h [218 km/h]                                | 225 km/h                                           | 235 km/h [232 km/h]                                | 228 km/h                                           | 235 km/h                                           | 237 km/h                                           | 250 km/h                                           |
| Höchstgeschwindigkeit, Sports Tourer                        | 207 km/h                                           | 210 km/h                                           | 218 km/h [214 km/h]                                | 221 km/h                                           | 232 km/h [230 km/h]                                | 225 km/h                                           | 233 km/h                                           | 235 km/h                                           | 245 km/h                                           |
| Höchstgeschwindigkeit, Country Tourer                       | –                                                  | –                                                  | 213 km/h [210 km/h]                                | –                                                  | [227 km/h]                                         | –                                                  | –                                                  | –                                                  | 242 km/h                                           |
| Beschleunigung, 0–100 km/h, Grand Sport                     | 9,9 s                                              | 9,9 s                                              | 8,9 s [9,4 s]                                      | 8,9 s                                              | 7,7 s [8,0 s]                                      | 8,7 s                                              | 7,7 s                                              | 7,4 s                                              | 7,3 s                                              |
| Beschleunigung, 0–100 km/h, Sports Tourer                   | 10,2 s                                             | 10,2 s                                             | 9,2 s [9,6 s]                                      | 9,2 s                                              | 7,9 s [8,2 s]                                      | 8,9 s                                              | 7,9 s                                              | 7,6 s                                              | 7,5 s                                              |
| Beschleunigung, 0–100 km/h, Country Tourer                  | –                                                  | –                                                  | 9,5 s [9,9 s]                                      | –                                                  | [8,4 s]                                            | –                                                  | –                                                  | –                                                  | 7,7 s                                              |
| Kraftstoffverbrauch auf 100 km (kombiniert), Grand Sport    | 5,7–5,9 l Super                                    | 5,7 l Super                                        | 5,7–6,0 l Super [6,1 l Super]                      | 5,7 l Super                                        | 6,3 l Super [6,6 l Super]                          | 6,4–6,6 l Super                                    | 6,2–6,4 l Super                                    | 6,9 l Super                                        | 8,6 l Super                                        |
| Kraftstoffverbrauch auf 100 km (kombiniert), Sports Tourer  | 5,8–6,0 l Super                                    | 5,8 l Super                                        | 5,8–6,1 l Super [6,2–6,4 l Super]                  | 5,8 l Super                                        | 6,6 l Super [6,7 l Super]                          | 6,4–6,6 l Super                                    | 6,3–6,5 l Super                                    | 7,0 l Super                                        | 8,7 l Super                                        |
| Kraftstoffverbrauch auf 100 km (kombiniert), Country Tourer | –                                                  | –                                                  | 6,4 l Super [6,5 l Super]                          | –                                                  | [6,7 l Super]                                      | –                                                  | –                                                  | –                                                  | 8,9 l Super                                        |
| CO2-Emission (kombiniert), Grand Sport                      | 132–133 g/km                                       | 129 g/km                                           | 132–136 g/km [138–141 g/km]                        | 130 g/km                                           | 145 g/km [153 g/km]                                | 145–150 g/km                                       | 144–149 g/km                                       | 161 g/km                                           | 197 g/km                                           |
| CO2-Emission (kombiniert), Sports Tourer                    | 133–136 g/km                                       | 132 g/km                                           | 133–139 g/km [141–147 g/km]                        | 133 g/km                                           | 151 g/km [154 g/km]                                | 146–151 g/km                                       | 146–151 g/km                                       | 163 g/km                                           | 199 g/km                                           |
| CO2-Emission (kombiniert), Country Tourer                   | –                                                  | –                                                  | 147 g/km [149 g/km]                                | –                                                  | [156 g/km]                                         | –                                                  | –                                                  | –                                                  | 203 g/km                                           |
| Abgasnorm nach EU-Klassifikation                            | Euro 6 (ab 07/2018: Euro 6d-TEMP)                  | Euro 6                                             | Euro 6 (ab 07/2018: Euro 6d-TEMP)                  | Euro 6                                             | Euro 6d-TEMP                                       | Euro 6d                                            | Euro 6d                                            | Euro 6d                                            | Euro 6                                             |

Werte in eckigen Klammern [ ] für Modelle mit optionalem Getriebe.

#### Dieselmotoren
|                                                             | 1.5 Turbo D                         | 1.6 Turbo D                                                | 1.6 EcoTEC D                                               | 1.6 Turbo D                                                | 2.0 Turbo D                                                | 2.0 Turbo D 4x4                                            | 2.0 Turbo D                                                | 2.0 Turbo D 4x4                                            | 2.0 Turbo D 4x4 GSi                                           |
| ----------------------------------------------------------- | ----------------------------------- | ---------------------------------------------------------- | ---------------------------------------------------------- | ---------------------------------------------------------- | ---------------------------------------------------------- | ---------------------------------------------------------- | ---------------------------------------------------------- | ---------------------------------------------------------- | ------------------------------------------------------------- |
| Bauzeitraum                                                 | 03/2020–12/2022                     | 06/2017–06/2018                                            | 06/2017–02/2020                                            | 06/2017–02/2020                                            | 06/2017–02/2020                                            | 06/2017–02/2020                                            | 03/2020–12/2022                                            | 09/2020–05/2022                                            | 09/2017–02/2020                                               |
| Motorbauart und Zylinderanzahl                              | R3-Dieselmotor mit Turbolader       | R4-Dieselmotor mit Turbolader und Common-Rail-Einspritzung | R4-Dieselmotor mit Turbolader und Common-Rail-Einspritzung | R4-Dieselmotor mit Turbolader und Common-Rail-Einspritzung | R4-Dieselmotor mit Turbolader und Common-Rail-Einspritzung | R4-Dieselmotor mit Turbolader und Common-Rail-Einspritzung | R4-Dieselmotor mit Turbolader und Common-Rail-Einspritzung | R4-Dieselmotor mit Turbolader und Common-Rail-Einspritzung | R4-Dieselmotor mit Bi-Turbolader und Common-Rail-Einspritzung |
| Motorkennzeichnung                                          | F15DVH (LXD)                        | D16DTE (LWQ/LXO)                                           | D16DTE (LWQ/LXO)                                           | D16DTH (LVL)                                               | B/D20DTH (LFS)                                             | B/D20DTH (LFS)                                             | F20DVH (LSQ)                                               | F20DVH (LSQ)                                               | D20DTR (LFO)                                                  |
| Hubraum                                                     | 1496 cm³                            | 1598 cm³                                                   | 1598 cm³                                                   | 1598 cm³                                                   | 1956 cm³                                                   | 1956 cm³                                                   | 1995 cm³                                                   | 1995 cm³                                                   | 1956 cm³                                                      |
| Verdichtungsverhältnis                                      |                                     | 16,0:1                                                     | 16,0:1                                                     | 16,0:1                                                     | 16,5:1                                                     | 16,5:1                                                     | 16,5:1                                                     | 16,5:1                                                     | 16,5:1                                                        |
| max. Leistung bei 1/min                                     | 90 kW (122 PS)/ 3250                | 81 kW (110 PS)/ 4000                                       | 81 kW (110 PS)/ 4000                                       | 100 kW (136 PS)/ 3500–4000                                 | 125 kW (170 PS)/ 3750                                      | 125 kW (170 PS)/ 3750                                      | 128 kW (174 PS)/ 3500                                      | 128 kW (174 PS)/ 3500                                      | 154 kW (210 PS)/ 4000                                         |
| max. Drehmoment bei 1/min                                   | 300 Nm/ 1750–2500                   | 300 Nm/ 2000                                               | 300 Nm/ 2000                                               | 320 Nm/ 2000–2250                                          | 400 Nm/ 1750–2500                                          | 400 Nm/ 1750–2500                                          | 380 Nm/ 1500–2750                                          | 380 Nm/ 1500–2750                                          | 480 Nm/ 1500                                                  |
| Getriebe, serienmäßig                                       | 6-Gang-Schaltgetriebe               | 6-Gang-Schaltgetriebe                                      | 6-Gang-Schaltgetriebe                                      | 6-Gang-Schaltgetriebe                                      | 6-Gang-Schaltgetriebe                                      | 6-Gang-Schaltgetriebe                                      | 6-Gang-Schaltgetriebe                                      | 8-Stufen-Automatikgetriebe                                 | 8-Stufen-Automatikgetriebe                                    |
| Getriebe, optional                                          | [8-Stufen-Automatikgetriebe]        | –                                                          | –                                                          | [6-Stufen-Automatikgetriebe]                               | [8-Stufen-Automatikgetriebe]                               | –                                                          | 8-Stufen-Automatikgetriebe                                 | –                                                          | –                                                             |
| Antriebsart                                                 | Vorderradantrieb                    | Vorderradantrieb                                           | Vorderradantrieb                                           | Vorderradantrieb                                           | Vorderradantrieb                                           | Allradantrieb                                              | Vorderradantrieb                                           | Allradantrieb                                              | Allradantrieb                                                 |
| Höchstgeschwindigkeit, Grand Sport                          | 205 km/h [200 km/h]                 | 201 km/h                                                   | 205 km/h                                                   | 211 km/h [203–205 km/h]                                    | 226 km/h [223 km/h]                                        | 223 km/h                                                   | 228 km/h [225 km/h]                                        | 223 km/h                                                   | 233 km/h                                                      |
| Höchstgeschwindigkeit, Sports Tourer                        | 202 km/h [197 km/h]                 | –                                                          | 201–202 km/h                                               | 208–212 km/h [202–204 km/h]                                | 223 km/h [220 km/h]                                        | 220 km/h                                                   | 225 km/h [222 km/h]                                        | 222 km/h                                                   | 231 km/h                                                      |
| Höchstgeschwindigkeit, Country Tourer                       | –                                   | –                                                          | –                                                          | –                                                          | 220 km/h [218 km/h]                                        | 218 km/h                                                   | –                                                          | –                                                          | 228 km/h                                                      |
| Beschleunigung, 0–100 km/h, Grand Sport                     | 11,4 s [12,2 s]                     | 11,6 s                                                     | 11,6–11,8 s                                                | 10,5 s [10,9 s]                                            | 8,7 s [8,9 s]                                              | 9,7 s                                                      | 8,0 s [8,0 s]                                              | 8,9 s                                                      | 7,9 s                                                         |
| Beschleunigung, 0–100 km/h, Sports Tourer                   | 11,6 s [12,4 s]                     | –                                                          | 11,6–11,8 s                                                | 10,7 s [11,2 s]                                            | 8,9 s [9,2 s]                                              | 9,9 s                                                      | 8,9 s [9,1 s]                                              | 9,1 s                                                      | 8,0 s                                                         |
| Beschleunigung, 0–100 km/h, Country Tourer                  | –                                   | –                                                          | –                                                          | –                                                          | 9,2 s [9,4 s]                                              | 9,9 s                                                      | –                                                          | –                                                          | 8,2 s                                                         |
| Kraftstoffverbrauch auf 100 km (kombiniert), Grand Sport    | 3,8–4,0 l Diesel [4,1–4,3 l Diesel] | 4,2 l Diesel                                               | 4,0–4,4 l Diesel                                           | 4,3–4,8 l Diesel [5,1–5,5 l Diesel]                        | 5,2–5,5 l Diesel [5,5–5,6 l Diesel]                        | 6,1–6,2 l Diesel                                           | 4,1–4,3 l Diesel [4,3–4,4 l Diesel]                        | 5,1–5,4 l Diesel                                           | 7,0–7,1 l Diesel                                              |
| Kraftstoffverbrauch auf 100 km (kombiniert), Sports Tourer  | 3,9–4,2 l Diesel [4,2–4,3 l Diesel] | –                                                          | 4,3–4,6 l Diesel                                           | 4,5–5,0 l Diesel [5,2–5,5 l Diesel]                        | 5,3–5,6 l Diesel [5,7 l Diesel]                            | 6,2–6,3 l Diesel                                           | 4,2–4,4 l Diesel [4,3–4,5 l Diesel]                        | 5,2–5,4 l Diesel                                           | 7,1–7,2 l Diesel                                              |
| Kraftstoffverbrauch auf 100 km (kombiniert), Country Tourer | –                                   | –                                                          | –                                                          | –                                                          | 5,5–5,7 l Diesel [5,8–6,0 l Diesel]                        | 6,2–6,5 l Diesel                                           | –                                                          | –                                                          | 7,2 l Diesel                                                  |
| CO2-Emission (kombiniert), Grand Sport                      | 99–105 g/km [109–113 g/km]          | 110 g/km                                                   | 105–116 g/km                                               | 114–126 g/km [134–144 g/km]                                | 136–144 g/km [145–147 g/km]                                | 161–163 g/km                                               | 108–114 g/km [112–116 g/km]                                | 135–141 g/km                                               | 184–186 g/km                                                  |
| CO2-Emission (kombiniert), Sports Tourer                    | 104–110 g/km [111–113 g/km]         | –                                                          | 112–122 g/km                                               | 119–132 g/km [137–145 g/km]                                | 139–148 g/km [150 g/km]                                    | 162–166 g/km                                               | 109–116 g/km [114–118 g/km]                                | 136–142 g/km                                               | 187–190 g/km                                                  |
| CO2-Emission (kombiniert), Country Tourer                   | –                                   | –                                                          | –                                                          | –                                                          | 145–150 g/km [151–157 g/km]                                | 164–172 g/km                                               | –                                                          | –                                                          | 188–191 g/km                                                  |
| Abgasnorm nach EU-Klassifikation                            | Euro 6d                             | Euro 6                                                     | Euro 6 (ab 07/2018: Euro 6d-TEMP)                          | Euro 6 (ab 07/2018: Euro 6d-TEMP)                          | Euro 6 (ab 07/2018: Euro 6d-TEMP)                          | Euro 6 (ab 07/2018: Euro 6d-TEMP)                          | Euro 6d                                                    | Euro 6d                                                    | Euro 6c (ab 04/2019: Euro 6d-TEMP)                            |

Werte in eckigen Klammern [ ] für Modelle mit optionalem Getriebe.

## Zulassungen
In Deutschland wurden 2018 24.755 Insignia neu zugelassen, 2019 waren es 18.095 und 2020 10.738 Fahrzeuge dieses Modells.

## Andere Markennamen
Im Vereinigten Königreich wurde der Insignia B unter dem Markennamen Vauxhall verkauft, der in Nordamerika und China angebotene Buick Regal basiert ebenfalls auf der zweiten Generation des Insignia. Der in diesem Fall TourX genannte Kombi wurde ausschließlich mit Allradantrieb angeboten. In Australien und Neuseeland wurden Limousine und Kombi ab Frühjahr 2018 als Holden Commodore verkauft und lösten damit das bisherige eigenständige Holden-Modell ab.

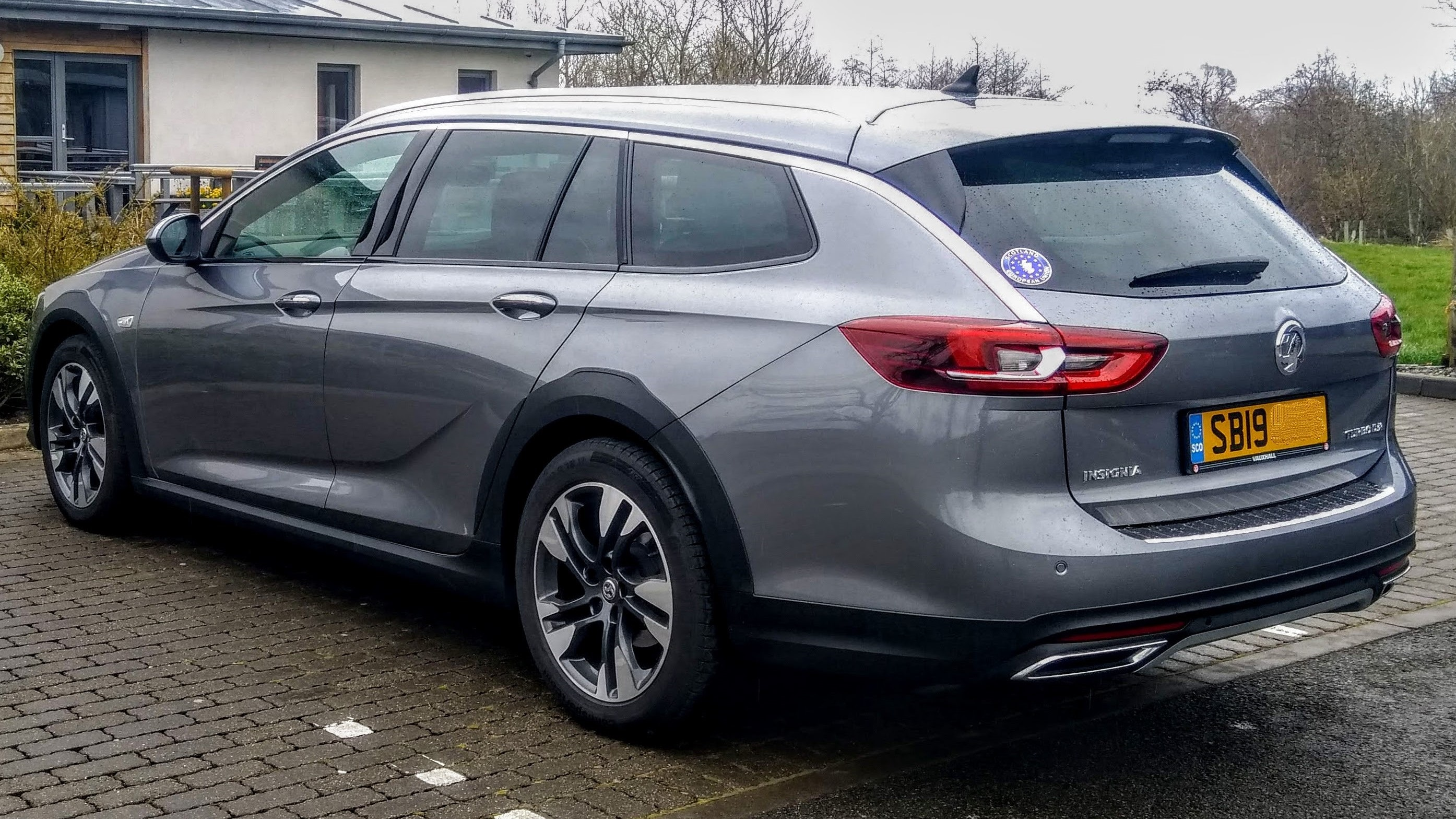
Vereinigtes Königreich: Vauxhall Insignia (Bild: Country Tourer)
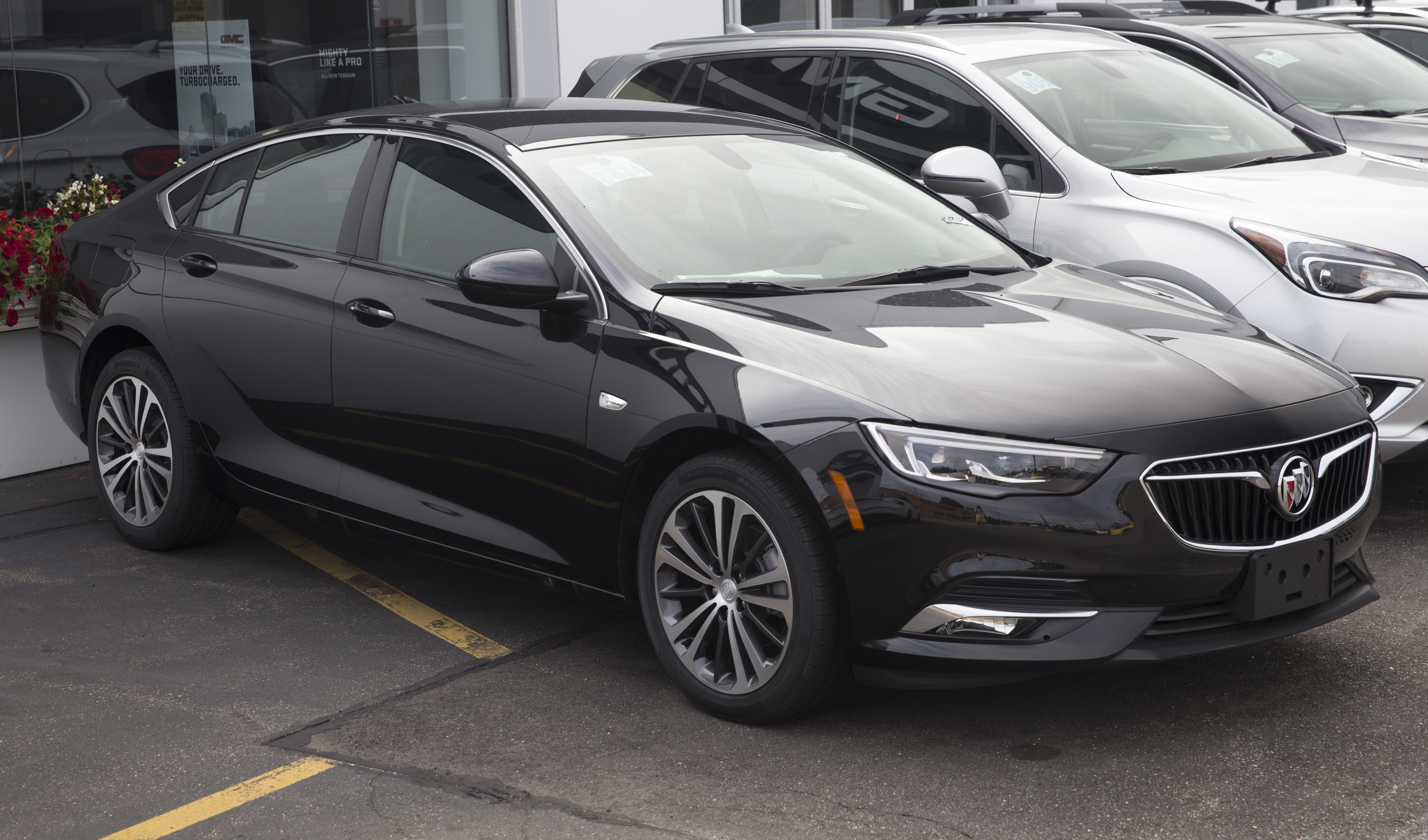
Nordamerika und China: Buick Regal
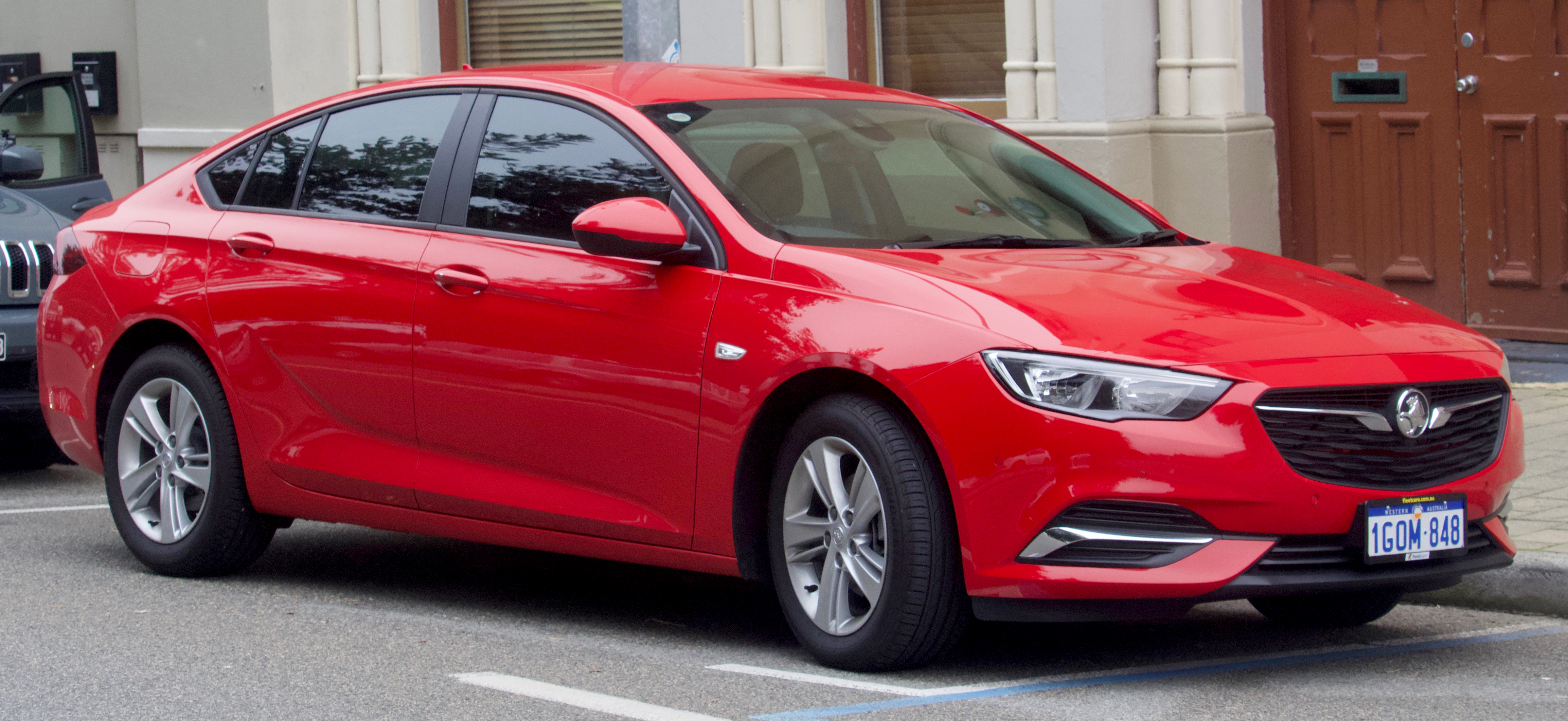
Australien und Neuseeland: Holden Commodore